# Jules Pierre Bernier De Maligny
Jules Pierre Bernier De Maligny (Parigi, 1 marzo 1809 – Parigi, 12 luglio 1870) è stato un generale francese.

## Biografia

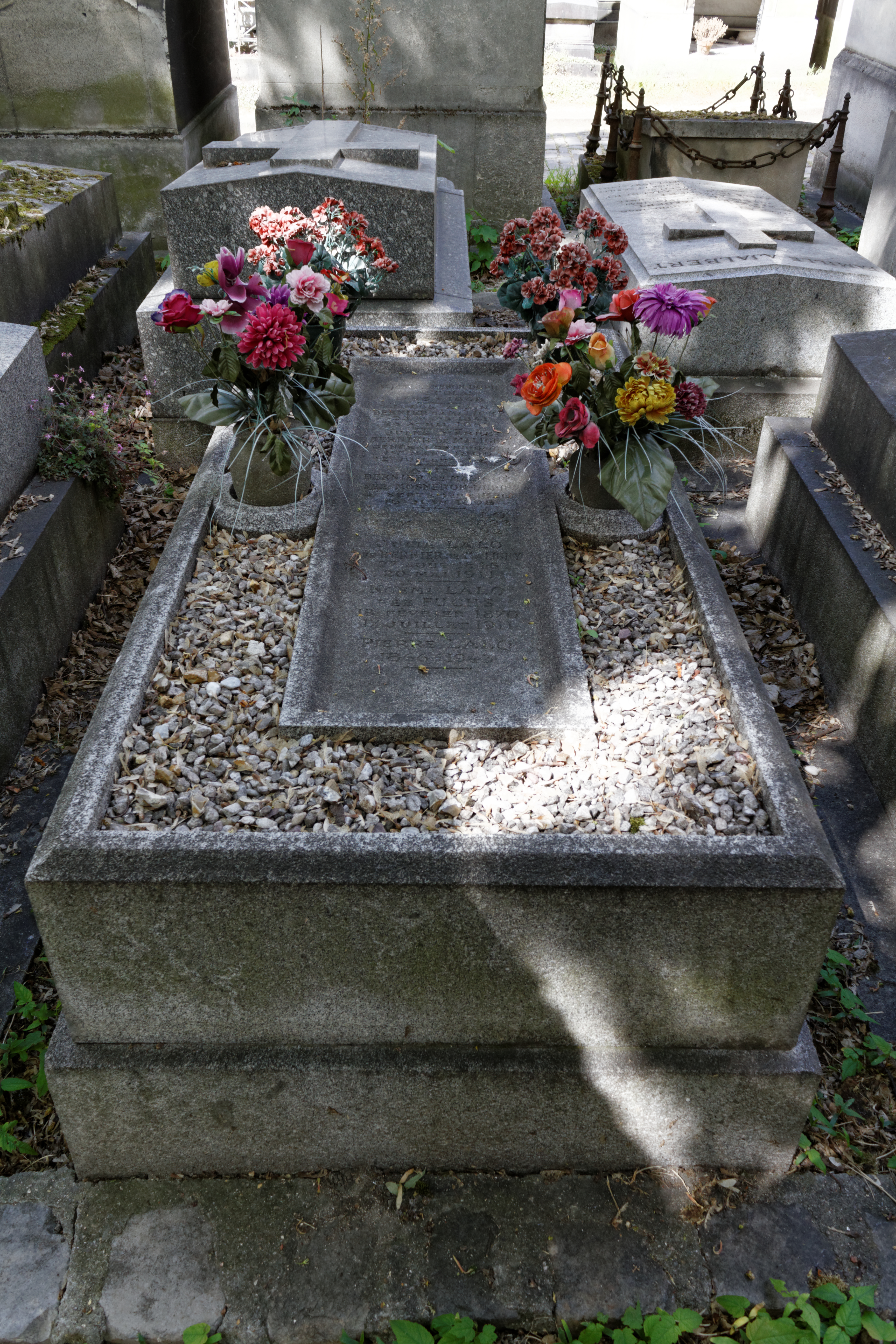
La tomba della famiglia Lalo al Père-Lachaise a Parigi

Jules Pierre Bernier De Maligny nacque a Parigi il 1 marzo 1809, figlio di Laurent, Ministro plenipotenziario del regno di Francia a Ginevra e di sua moglie, Victoire Monseron Dupin. Entrò nell'École spéciale militaire de Saint-Cyr dalla quale uscì tre anni dopo col grado di tenente. Nominato capitano, entrò nello stato maggiore della prima divisione e venne chiamato a testimoniare in quanto in servizio durante l'attentato compiuto nel 1841 ai danni di Enrico d'Orléans, duca d'Aumale, nel quale il principe rimase illeso.
Dopo una brillante e rapida carriera, divenne colonnello di stato maggiore comandante dello stato maggiore della seconda divisione di stanza a Rouen. Nel 1856 venne nominato vicecomandante dello stato maggiore del 1° Corpo d'Armata francese col quale combatté durante la Campagna d'Italia del 1859. Promosso generale di brigata, ottenne quindi il comando della sottodivisione della Somme.
Morì a Parigi il 12 luglio 1870 e sua salma venne sepolta con tutti gli onori nel Cimitero di Père-Lachaise.
Sposò Aline Mosneron Dupin (1820-1898), figlia del politico Jean-Baptiste Mosneron de Launay. Suo genero fu il compositore Edouard Lalo (1823-1892).